# Final Furlong
Final Furlong est un jeu vidéo de course édité en 1997 par Namco sur borne d'arcade (System 23).

## Système de jeu
Le joueur doit s’asseoir sur un petit cheval en plastique, saisir le pommeau de la selle et secouer d'avant en arrière la machine pour faire avancer l'étalon virtuel sur l'écran. Un bouton permet de fouetter la monture pour accélérer quelques instants et tirer sur les rênes fait légèrement dévier la trajectoire de l'animal. Six chevaux au style de course différent sont disponibles, chacun consommant une barre d'énergie de manière unique.